# 莫塔茲·阿扎伊扎
莫塔茲·希拉勒·阿扎伊扎（阿拉伯语：‎，1999年1月30日—）是來自加薩的巴勒斯坦攝影記者。他以報道以色列—哈瑪斯戰爭而知名，在社交媒體上吸引了大批粉絲。2023年，他被《GQ中東》雜誌評為年度風雲人物，他拍攝的一張女孩被困在以色列空襲廢墟中的照片被《時代》雜誌評為2023年十大照片之一，並入選2024年時代百大人物名單。

## 早年生活和教育
阿扎伊扎在加薩走廊代爾巴拉赫難民營長大。他曾就讀於加薩愛資哈爾大學，並於2021年畢業，獲得英語研究學位。截至2023年，他受僱於聯合國近東巴勒斯坦難民救濟和工程處（UNRWA）。

## 職業生涯
在以色列—哈瑪斯戰爭之前，阿扎伊扎在網路上發表的文章大多以拍攝家鄉加薩走廊的日常生活為主。他告訴《衛報》，他無意成為一名戰地記者，他希望「人們因我的藝術而認識我，我想捕捉我的人民的美麗」。根據英國《紅秀GRAZIA》雜誌報道，他的夢想是成為一名旅遊攝影師，但他還負擔不起簽證費用。雖然他報道了2014年加薩戰爭和2021年以巴衝突，但他的社群媒體帳號當時並未獲得太多關注。由於以色列和埃及拒絕外國記者進入加薩地帶，在加薩地帶的外國記者寥寥無幾，這使得阿扎伊扎成為加薩當地的重要記者。
在2023年10月7日哈馬斯領導的對以色列的襲擊之前，阿扎伊扎在Instagram上的個人主頁有大約25,000名粉絲。10月13日，他的Instagram帳戶受到限制，但第二天又恢復了訪問。到10月17日，他的粉絲數增加到100萬，10月30日增加到900萬，11月3日增加到1250萬，11月7日增加到1300萬。截至12月27日，阿扎伊扎的Instagram個人主頁擁有1750萬粉絲，到2024年1月，粉絲數量超過1800萬。
2023年11月，《GQ中東》雜誌將他評為年度風雲人物，編輯艾哈邁德·阿里·斯韋德（Ahmad Ali Swaid）說：「他提醒我們，無論我們是誰，無論我們來自哪裡，我們——普通人、男人和女人——都有能力實現我們希望看到的改變。」
阿扎伊扎的攝影作品「透過我的相機看她」（Seeing Her Through My Camera）是他在2023年以色列—哈馬斯戰爭期間對加沙進行廣泛報道的一部分，被列入《時代》雜誌2023年十大攝影作品。10月下旬，在以色列的一次空襲之後，阿扎伊扎用相機的低快門速度捕捉到這一瞬間，揭示了一個被困在努塞拉特難民營瓦礫下的年輕女孩。在民防救援人員的燈光照亮她的臉之前，他利用這種技術在黑暗中目睹了她肉眼無法確認的狀況。
2024年1月，阿扎伊扎參加邁赫迪·哈桑在MSNBC的最後一期節目，討論在以色列轟炸下從加沙進行報道的危險性。當月晚些時候，阿扎伊扎在進行了108天的報道後和他的一些家人撤離到埃及，然後經阿里什國際機場撤離到卡達多哈，這是他們第一次搭乘飛機。隨後，阿扎伊扎開始與部長、外交官和媒體人士會面，分享他的敘述。他感到沮喪的是，他試圖廣播加薩發生的事情並沒有改變現狀。
2024年2月26日，阿扎伊扎首次乘坐民航班機飛往伊斯坦堡，開始他「多展示、多講述、多發言」的旅行。第二天，他接受2023年TRT國際公民獎。隨後，他於3月8日前往瑞士日內瓦參加國際影展暨人權論壇（FIFDH），與法拉·納布爾西和穆罕默德·賈巴利（Mohamed Jabaly）一起參加賈巴利的電影《Life is Beautiful》的首映會。
2024年4月，阿扎伊扎入選時代百大人物之一。

## 個人生活
2023年10月11日，在2023年以色列—哈瑪斯戰爭爆發後不久，阿扎伊扎的至少15名親屬在以色列對代爾巴拉赫難民營的空襲中喪生。
在2024年2月接受《衛報》採訪時，阿扎伊扎提到他離開加薩後經歷的創傷性回想、內疚感和絕望感。

## 外部連結
- 莫塔茲·阿扎伊扎的Instagram帳戶